# 고든 라이트풋
고든 라이트풋(Gordon Lightfoot, 1938년 11월 17일~2023년 5월 1일)은 캐나다의 남성 싱어송라이터 겸 기타리스트이자 편곡가이며 음반 프로듀서 겸 영화배우이다.

## 생애

### 일생
캐나다의 보헤미안 히피 문화를 주도한 대중음악가인 그는 1958년 캐나다 토론토 "Collegiate Club"이라는 언더그라운드 라이브 클럽에서 컨트리 팝 가수 첫 데뷔하였고 8년 후 1966년 캐나다에서 1번째 정규 솔로 음반을 발표하여 정식 가수로 데뷔하였다.

### 이외 활약
1982년 캐나다 영화 《Harry Tracy, desperado》의 조연을 통하여 영화배우로 데뷔하였다.

## 히트작
그의 히트곡으로는 《Sundown》이라는 자작곡이 있다.

## 같이 보기
- 레너드 코언
- 밥 딜런
- 피터, 폴 앤 메리
- 조앤 바에즈
- 딜런 토머스
- 조동진
- 강은철
- 폴 앵카
- 폴 사이먼
- 아트 가펑클
- 밥 말리
- 피터 토시
- 버니 웨일러
- 스탠 로저스